# Guadalupe Airport
Guadalupe Airport är en flygplats i Brasilien.   Den ligger i kommunen Guadalupe och delstaten Piauí, i den östra delen av landet, 1 100 km norr om huvudstaden Brasília. Guadalupe Airport ligger 177 meter över havet. Den ligger vid sjön Represa da Boa Esperança.
Terrängen runt Guadalupe Airport är platt, och sluttar österut. Runt Guadalupe Airport är det glesbefolkat, med 10 invånare per kvadratkilometer..
Omgivningarna runt Guadalupe Airport är huvudsakligen savann.